# Pheidole oculata
Pheidole oculata (лат.) — вид муравьёв трибы Pheidolini из подсемейства Myrmicinae (Formicidae). Стебелёк между грудкой и брюшком состоит из двух члеников: петиолюса и постпетиолюса (последний четко отделен от брюшка), жало развито, куколки голые (без кокона).

## Охранный статус
Эти муравьи включены в «Красный список угрожаемых видов» (англ. IUCN Red List of Threatened Animals) международной Красной книги Всемирного союза охраны природы (The World Conservation Union, IUCN) в статусе Vulnerable (таксоны в уязвимости или под угрозой исчезновения).

## Распространение
Мадагаскар.

## Классификация
Первоначально этот вид был описан в другом роде под названием Parapheidole oculata (Emery, 1899)